# ジョバンニの島
『ジョバンニの島』（ジョバンニのしま）は、2014年2月22日公開の日本のアニメーション映画。日本音楽事業者協会創立50周年記念作品。
2014年9月12日から14日にかけてアメリカ合衆国・ロサンゼルスで開催されたLA EigaFest 2013では招待作品として上映された。

## 概要
宮沢賢治の童話『銀河鉄道の夜』をモチーフとした、実話をもとにした作品。太平洋戦争末期から終戦直後の色丹島を舞台に、ソ連の占領に伴い激変した島民の暮らしをとある家族の視点で描く。3DCGはオレンジが担当した。
アニメ映画は純平の回想のみによって書かれる児童文学的作風だが、原作は戊辰戦争から始まる歴史ドキュメンタリー的な側面と、動乱の戦争の中で複数の登場人物の複雑な心理と物語が絡み合う大人向けの戦争文学である。原作とアニメ版の違いは思想であり、アニメ版は庶民の立場としての戦争だが、小説版は軍人としての戦争と闘争である。敗戦したことによる不遇な仕打ちも解釈が異なる。アニメ版では被害者としての哀れな境遇だが、原作では敗戦という無法地帯に乗じて、登場人物達がそれぞれ動物の如き快楽を貪り尽くした結果、真岡行きで相応の仕打ちを受ける。なので原作では必ずしも被害者達による絶対的な反戦主義というわけではなく、人間の中にある獰猛な動物性による愚かさが戦時下の地獄を作り出しているという警鐘も含まれている。

## ストーリー
1945年（昭和20年）春。オホーツク海に浮かぶ北方四島のひとつ・色丹島は戦時中とは思えないほど静かだった。純平と寛太の兄弟は島の防衛隊長をしている父から毎晩『銀河鉄道の夜』の朗読を聴かされるなど、健やかに暮らしていた。しかし、同年8月15日の終戦を機に生活は激変する。同年9月に島はソ連軍が上陸し全土を占領、島民の財産も没収された上に大事な収入源である漁業も禁止された。島の小学校にはソ連軍人の子女が加わるが、子供たちは島民の心配をよそに彼らと交流を深めようとする。

## 登場人物
瀬能 純平（せのう じゅんぺい）
声 - 横山幸汰、仲代達矢（現代）
本作の主人公、瀬能家の長男で、10歳-12歳。『銀河鉄道の夜』に登場する「ジョバンニ」から命名された。
心優しい放牧的な少年であり、色丹島の土地柄を生かした食料採集に通じている。
しかし、自己の利益に関して独占的な一面もある。
原作ではアニメ版よりも一歳年齢が高く、精神的にも大きく違う。
原作では、漁師の子と軍人の子という二つの精神を持った血気盛んな日本男児である。
アニメ版よりも原作では性的欲求が強い。
また、原作ではエディプスコンプレックスや亡くした母に対する飢え故に佐和子に対する嫌悪感を持つ。
島の中で生まれ育ち、社会情勢とも縁のないただのこどもだったが、島を占領されたという状況を通して、徐々に戦争や社会に対する意識に目覚めてゆく。
そして彼の様々な想いと行動が、大きく事態を動かす（意思が社会に干渉してしまう）までに至る。
軍人の子としての誇りも強く、戦争や犯罪に対する怒りや憎しみを募らせてゆくが、敗戦によって踏みにじられる存在意義を守るべく、理不尽な状況下に反抗しようとする様が作中を通して描かれる。
原作もアニメもどちらも物語の中心に立って動かしていく立場ではないが、戦争中の動乱を通して大人達の起こす事件に巻き込まれてゆき、彼の一言によってロシア軍が辰夫を捕らえてしまうという事件が起きる。
主人公ではあるが、著名な俳優女優を使って宣伝するというプロモーションの戦略上、表向きには脇役として扱われている。役名のクレジットも5番目であり、大人4人が最初にクレジットされている。
瀬能 寛太（せのう かんた）
声 - 谷合純矢
瀬能家の次男で7歳-9歳。同じく「カンパネルラ」から命名。原作とアニメ版では唯一性格に差はない。
幼い性格と年齢の割には、社会的理不尽や不平等に怒るという正義感を持つ。だが、ターニャ一家と仲良くなったことに関して、原作では純平からわけの分からない奴と評される。
真岡での劣悪な環境に耐えられず、結核らしき病気を患ってしまう。
瀬能 辰夫（せのう たつお）
声 - 市村正親
純平・寛太の父。島の防衛隊長。原作とアニメ版ともに物語の中心に立つ主人公的存在である。
軍人として徴兵を審査する仕事をしており、その行いで多くの一般人を戦地に向かわせて死なせたことを後悔している。
根室空襲の後に人肉を掴んでいる。
『銀河鉄道の夜』には亡き妻・光子との思い出がある。原作では、彼の背負った「蠍の火」の罪について書かれている。
瀬能 源三（せのう げんぞう）
声 - 北島三郎
純平・寛太の祖父で漁師。原作では奉天会戦に参加した元軍人。命短い身として、家族の足を引っ張ることはできないと真岡行きを断念する。
英夫（ひでお）
声 - ユースケ・サンタマリア
辰夫の弟で、純平・寛太の叔父。原作ではベトナム戦争で絶望的な飢餓を経験した復員兵。
アニメ版では戦地から帰ってきたとしか言わず、ベトナムなのか太平洋なのかは不明。
辰夫とは正反対の方法（窃盗、密輸、脅迫など）で過酷な戦後を生き抜こうとする。
アニメ版では気さくで女好きを描写されているが、その反面で純平や寛太や佐和子を辰夫に会わすためにソ連兵をあえて引き付けていたりする。
作中にも描かれているが、『銀河鉄道の夜』に登場する鳥をとる人をモチーフにしている。
みっちゃん
声 - 柳原可奈子
瀬能家で住み込みで働く奉公人。プロモーションの都合上、主要登場人物の一人として扱われてるが、実際に出てくるのは序盤のみである。
佐和子（さわこ）
声 - 仲間由紀恵、八千草薫（現代）
純平の担任の教師。辰夫・英夫兄弟とは幼馴染。島にある旅館の娘であり、教師の傍ら旅館での仲居も勤めている。
辰夫への想いから、過酷な状況の中で純平と寛太の擬似的な親子関係のような立場になる。
原作では佐和子と辰夫の間に恋愛感情が見られたが、アニメ版では佐和子に対する辰夫の想いは描かれていない。
デザインや性格から、ターニャと共通。もしくは鏡合わせするような面が見られる。
アニメ版とは違い、原作ではターニャと同じくアグレッシブな猛獣的一面が多く見られる。また、アニメ版より母としての一面が多い。
母としての一面だけではなく、純平から男のようだと評されることもある。
ターニャ
声 - ポリーナ・イリュシェンコ
本作のヒロイン、ソ連将校の娘。学校に編入してくる。家族想いだが軍人の子として社会情勢に振り回され、住む家を転々としなければならない苦しみを背負ってきた。
軍の行動に対して嫌悪感を持っており、できるだけ離れようと純平達と小さな逃避行に出る。
純平と共に辰夫の秘密を目撃してしまうが、その情報が父にとって有利な情報であるにもかかわらず、軍事に対する嫌悪感から頑なに秘密を守り通すという成長を遂げる。
原作とアニメ版では性格のかけ離れた人物であり、原作ではアグレッシブな性格である（性行為を見たいがために純平を引っ張る、純平に全裸姿を見せるなど）。
アニメ版では軍属の娘という抵抗不可な立場故に、耐え続けるという少女らしい受身の性格である。
ロシアの子供達からは、姫のような中心的存在として扱われている。
しかし純平と離別後、収容所での勘太のセリフから同胞であるロシア人からも疎外された孤独な立場になっていたことが示されている（純平との決裂後、一年間の空白に何があったのかは不明）。
村長
声 - 犬塚弘
その他声の出演
- 暁部隊隊長：北山たけし
- 靖子の母親、老生徒：山口ひろみ
- 老婆、老生徒J塚本：山村美智
- 生徒：本間翔、阿部考将、斉藤碧大、大塚一慧
- 島民：比上孝浩、内藤玲、大塚庸介、酒井啓全、ザクマシンガン山田、田代32、鈴木アキノフ、鍋谷哲也、堀内学、下崎紘史、岡本光太郎、牧本泰山、井上優、近藤喜代市、井上一馬
- 氷屋：鈴木アキノフ
- 村人：竹田吉輝、原田健二、寺中寿之
- 女の子：中田美優、バルア・オディティヤ、舞優
- 歌：熊倉結菜、柴田花恋、徳武史弥、永田春、村田優吏愛

## スタッフ
- 原作 - 杉田成道
- 原案 - David Wolman
- 監督 - 西久保瑞穂
- 脚本 - 杉田成道、櫻井圭記
- 脚本協力 - 池端俊策
- キャラクター原案 - 福島敦子
- キャラクターデザイン・作画監督 - 伊東伸高
- サブキャラクターデザイン - 安彦英二
- 小物設定 - 海島千本
- 車輌設定、戦艦・車輌作画監督 - 荒川眞嗣
- 絵コンテ - 西久保瑞穂、伊東伸高、橘正紀、古川順康、安彦英二
- 演出 - 橘正紀
- 作画監督補佐 - 桜井邦彦、安彦英二
- 美術設定 - 岩熊茜
- 総美術監督 - サンティアゴ・モンティエル
- 美術監督 - 林孝輔、稲葉邦彦
- 色彩設計 - 遊佐久美子
- CGディレクター - 井野元英二
- 撮影監督 - 中田祐美子
- ビジュアルエフェクト - 江面久、齋藤瑛
- 編集 - 植松純一
- 音楽 - さだまさし（メインテーマ）
- 音響監督 - 藤山房伸
- エグゼクティブプロデューサー - 石川光久
- プロデューサー - 宮川朋之、櫻井圭記
- アソシエイトプロデューサー - フランチェスコ＝プランドーニ
- アシスタントプロデューサー - 鈴木哲史
- アニメーションプロデューサー - 本多史典
- アニメーション制作 - Production I.G
- 製作協力 - 日本映画衛星放送、FILM
- 企画・製作 - 日本音楽事業者協会
- 配給 - ワーナー・ブラザース映画

## 賞歴
受賞
- アヌシー国際アニメーション映画祭：長編部門審査員特別賞
- 第18回ファンタジア国際映画祭：今敏賞・観客賞
- 第13回ヌエーヴァ・ミラーダ国際児童映画祭：審査員特別賞
- 第5回ラブアニメ映画祭：審査員賞
- 第31回シカゴ国際児童映画祭：児童審査員長編アニメ部門最優秀賞・大人審査員長編アニメ部門最優秀賞
- 第18回文化庁メディア芸術祭アニメーション部門：優秀賞
- 第38回日本アカデミー賞：優秀アニメーション作品賞
- 第69回毎日映画コンクールアニメーション映画賞
- 第16回リスボン・アニメーション映画祭(MONSTRA)：長編映画部門入選("Menções Honrosas")
- 第18回 Reel 2 Real Film Festival for Youth：大人審査員最優秀賞 Adult Jury Best Picture
- 第24回日本映画批評家大賞：アニメーション特別賞

正式招待
- LA EigaFest 2014
- 第36回モスクワ国際映画祭
- 第21回シュトゥットガルト国際アニメーション映画祭
- 第17回ニューヨーク国際児童映画祭
- 第54回ズリーン国際児童映画祭
- 第18回プチョン国際ファンタスティック映画祭
- 第22回東京キンダーフィルム映画祭

このほか、第87回アカデミー賞の長編アニメ映画賞にエントリーしていたが、本選ノミネートには至らなかった。

## Blu-ray / DVD
2014年8月6日発売。発売元は日本音楽事業者協会、販売元はポニーキャニオン。
- ジョバンニの島 通常版（2枚組、Blu-rayとDVDでリリース）
- ジョバンニの島 Blu-ray 特別版（3枚組・初回限定生産）

## 小説
ジョバンニの島　ISBN 978-4-08-780714-1
2014年2月21日発売。著者は杉田成道。発売元は集英社。
ジョバンニの島 みらい文庫版　ISBN 978-4-08-321202-4
2014年3月5日発売。映画版のノベライズ。原作は杉田成道、著者は五十嵐佳子、イラストはプロダクション・アイジー。発売元は集英社みらい文庫。
- 映画版のノベライズだが、純平の失禁や英夫の性的な発言は削除されている。
- みらい文庫版独自の表現や記述もあり、なぜか純平の設定が杉田版と同じ11歳。
- ターニャがなぜか10歳になっている。
- みらい文庫版の設定は映画版と同じであるため誤植かと思われがちだが、作者が独自に年齢設定を変更している意図が見える。なので純平とターニャの関係に映画版とも杉田版とも違う表現がある。
- 映画と杉田版では、ターニャとの決裂から強制退去まで1年以上の空白があるが、みらい文庫版では翌日に変更されている。